# Antons Balodis
Antons Balodis, ps. A.Krauja, Civis, A.Gauja, A.Kraujiņš, Kīvinens (ur. 15 stycznia 1880 w Jērcēni, zm. 1 stycznia 1942 w RFSRR) – łotewski dziennikarz, nauczyciel i pisarz, polityk i dyplomata, minister spraw zagranicznych (1928–1930) i poseł w Kownie oraz Helsinkach. 

## Życiorys
W 1900 ukończył szkołę dla nauczycieli w Wałku, po czym pracował jako pedagog. Wziął udział w wypadkach rewolucyjnych w 1905, po czym musiał emigrować do Szwajcarii, a później do Francji. W latach 1910–1911 studiował w Grenoble. W 1911 przeprowadził się do Baku, gdzie pracował m.in. jako krytyk literacki i udzielał się w życiu łotewskich organizacji społecznych. 
Po powrocie na Łotwę w 1920 podjął służbę w resorcie spraw zagranicznych – do 1924 pracował jako szef wydziału bałtyckiego w MSZ. Od lipca 1924 do grudnia 1928 sprawował funkcję posła w Kownie. Od stycznia 1928 do lutego 1930 roku na czele resortu spraw zagranicznych. Miesiąc później mianowano go posłem w Helsinkach, w których pozostał do 1933. 
Po zajęciu Łotwy przez armię radziecką wywieziony w głąb Rosji. 